# Madho Rao Scindia di Gwalior
Madho Rao Scindia Scindia Bahadur, Maharaja di Gwalior (Gwalior, 20 ottobre 1876 – Parigi, 5 giugno 1925) è stato un principe e politico indiano.
Fu Maharaja di Gwalior dal 1886 al 1925.

## Biografia

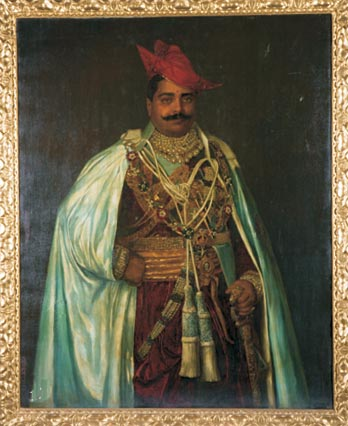
Il maharaja di Gwalior con gli abiti dell'Ordine della Stella d'India

Madho Rao Scindia ascese al trono giovanissimo nel 1886 e governò Gwalior sino alla propria morte. Sino al raggiungimento della maggiore età il 15 dicembre 1894, Madho Rao governò sotto la tutela di un consiglio di reggenza, poi autonomamente.
Fu particolarmente degno di nota presso il governo coloniale britannico che in più di un'occasione lo ricordò come governante progressista e attento alle esigenze del suo popolo. Il maharaja ricevette diverse onorificenze e decorazioni dal Regno Unito e da altri stati indiani, venendo nominato aiutante di campo di re Edoardo VII nel 1901 in riconoscimento del supporto dato dal suo stato agli inglesi durante la rivolta dei Boxer in Cina, occasione nella quale, come membro del British Army, si era portato in soccorso dei soldati e dei feriti durante gli scontri. Nel maggio dell'anno successivo ricevette una laurea honoris causam in legge dall'Università di Cambridge ed il 9 agosto venne invitato all'incoronazione di re Edoardo VII a Londra. Ai Delhi Durbar tenutisi rispettivamente nel 1903 e nel 1911, ricevette come saluto 21 salve di cannone, il massimo di quelle previste dal protocollo onorifico per i principi degli stati indiani. Nel 1918, alla fine della prima guerra mondiale, re Giorgio V del Regno Unito gli conferì il grado di tenente generale dell'esercito britannico.
Fervido sostenitore della necessità di cooperazione tra differenti civiltà, anche con diverse culture, religioni e lingue, sostenne economicamente il completamento di una serie di mosaici nella chiesa dell'Ascensione a Timoleague, nella Contea di Cork, in Irlanda, il quale li dedicò all'amico e medico militare tenente colonnello Crofts di Councamore (non lontano da Timoleague) che salvò la vita a suo figlio.
Madho Rao Scindia si sposò due volte, ma ebbe un solo figlio dal suo secondo matrimonio nel 1913 ed una figlia. Il figlio primogenito, George Jivaji Rao Scindia, venne tenuto a battesimo proprio dal re-imperatore Giorgio V del Regno Unito e succedette al trono alla morte del padre, mentre sua figlia morì nel 1934 dopo essersi sposata ma senza avere avuto figli.
Morì improvvisamente il 5 giugno 1925 mentre si trovava a Parigi, nel corso di un suo viaggio in Francia. Il suo corpo venne cremato e sepolto nel Cimitero di Père-Lachaise.